# Islam en Indonésie

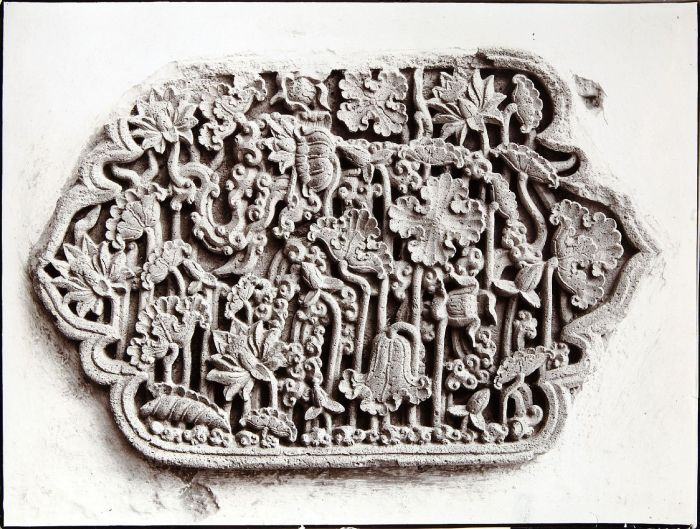
Bas-relief de la mosquée de Mantingan près de Jepara (côte nord de Java) représentant un éléphant à partir de motifs floraux

L'islam est l'une des six religions officiellement reconnues par l'État indonésien, avec le bouddhisme, le catholicisme, le confucianisme, l'hindouisme et le protestantisme.
Selon le recensement officiel de 2010, 87,5 % des Indonésiens sont musulmans, 7 % protestants, 2,8 % catholiques, 1,7 % hindouistes, 1 % autres ou sans réponse, ce qui inclut le bouddhisme, le judaïsme et le christianisme orthodoxe.

## Diffusion
La diffusion de l'islam en Indonésie s'est faite dans le cadre de réseaux marchands. Ce mode de diffusion avait déjà été le cas auparavant pour le bouddhisme et le vishnouisme.
Des marchands musulmans étrangers commerçaient avec l'Indonésie et la Chine depuis des siècles. On trouve, dans un mausolée islamique à Leran dans l'est de Java, une pierre tombale portant une date correspondant à 1082 apr. J.-C.
Ce sont surtout les sources étrangères, notamment chinoises mais aussi européennes, qui donnent des éléments permettant d'établir les jalons d'une histoire de la diffusion de l'islam en Asie du Sud-Est insulaire. On peut distinguer deux processus, liés mais distincts :
- La diffusion à partir de Sumatra vers la péninsule Malaise, la cité-État de Malacca jouant un rôle essentiel,
- La diffusion sur la côte nord de Java, qu'on appelle Pasisir, et de là vers les Moluques.

Le contexte de cette diffusion est l'essor du commerce international entre d'une part, les Moluques et la Chine et d'autre part, l'Inde et le Moyen-Orient. Ce commerce passe nécessairement par le détroit de Malacca. Situé au point le plus étroit de ce détroit, Malacca devient vite une escale obligée de ce commerce florissant, dominé par les marchands musulmans. À Java, située sur la route des Moluques, c'est aussi l'essor du commerce international qui amène des marchands musulmans à faire escale dans les ports du Pasisir.
On peut attribuer le succès de l'islam auprès des souverains et des classes dirigeantes des cités portuaires de l'archipel par plusieurs facteurs :
- Nombre des marchands étrangers étaient liés à des confréries soufies, dont la spiritualité présentait un attrait et pouvait se couler dans les conceptions religieuses traditionnelles des habitants de l'archipel.
- L'islam apportait une conception individualiste des rapports sociaux et la notion de protection des intérêts par le contrat, ce qui ne pouvait manquer de séduire les milieux marchands[4].
- Religion prosélyte, l'islam encourageait les nouveaux musulmans à promouvoir leur foi.
- Enfin, la menace que représentait l'expansionnisme portugais a favorisé l'émergence d'une conscience commune chez les souverains musulmans.

Les habitants de l'archipel deviennent en fait musulmans sans s’en rendre compte. Un indice est le mot adat, qui désigne la coutume et les traditions antérieures à l'arrivée de l'islam et distinctes de lui. Ce mot est d'origine arabe. On peut donc penser qu'à un moment, les gens aient éprouvé le besoin de nommer quelque chose qui était intrinsèque à leur existence et dont ils n'avaient pas conscience, et qu'ils n'aient pu le faire qu'avec un mot étranger.

## Situation contemporaine
Ce processus explique le fait que jusqu'à aujourd'hui, l'islam (mais c'est le cas des autres « grandes religions » en Indonésie) cohabite, aussi bien dans la société qu'au niveau des individus, avec des croyances et des pratiques antérieures. Le cas le plus manifeste est celui du kebatinan javanais (mot tiré de l'arabe bathin, « intérieur », « spirituel »), qu'on appelle dans les langues occidentales « javanisme » Le mot « javanisme » est en fait une traduction du javanais kejawen, qui signifie « javanité , le fait d'être javanais». Le concept de kejawen englobe l’ensemble des éléments de la culture javanaise considérés comme essentiellement javanais. Ceci inclut les aspects spirituels et les pratiques rituelles qu'on appelle kebatinan. Mais pour les musulmans indonésiens orthodoxes, le kejawen désigne avant tout cette spiritualité et les pratiques qui lui sont liées.
En 1945, beaucoup de musulmans voulaient un État islamique où les musulmans seraient obligés de respecter la charia. La Charte de Jakarta, adoptée le 22 juin 1945, prévoyait l'obligation de suivre la charia pour les musulmans. La Charte de Jakarta a servi de base à la Pancasila, philosophie de base de l'État indonésien et soutenue par le futur président Sukarno  pour rassembler les divers archipels. Mais les pères de la Constitution ont finalement supprimé la phrase relative à la charia. Par la suite, la neutralité religieuse de l’État sera l’objet d’intenses conflits entre le courant laïque, comprenant entre autres des musulmans, et les divers courants islamistes, qu’ils soient modérés ou radicaux.
L'ex-président Soeharto, qui a dirigé l'Indonésie de 1966 à 1998, était un adepte du kejawen. L'évolution de la société indonésienne, caractérisée par une accélération de la modernisation et de l'urbanisation provoquée par le décollage économique et la croissance des années 1970 et 1980, se traduit par un recul du kejawen et un essor de conceptions plus orthodoxes de l'islam dans les nouvelles classes moyennes urbaines. Soeharto est conscient de cette évolution de la société et du rôle grandissant des milieux musulmans dans la vie, aussi bien économique que politique, du pays. Il pousse donc à la création de l'Association des intellectuels musulmans (Ikatan Cendekiawan Muslim Indonesia ou ICMI) en 1990. Lui-même fait pour la première fois de sa vie le pèlerinage à La Mecque en 1991 et prend ensuite le nom honorifique de « Muhammad », comme c'est souvent l'usage à Java.
Le journaliste Stephen Kinzer (en) note que depuis une vingtaine d'années l'islam indonésien a subi une radicalisation marquée qu'il attribue à l'influence exercée par l'Arabie saoudite qui s'efforcerait d'imposer son interprétation wahhabite. Il rappelle ainsi que pour avoir formulé en période de campagne électorale un commentaire apparemment anodin sur le coran Basuki Tjahaja Purnama s'est vu destitué de son poste de gouverneur de Jakarta, a perdu les élections qui devaient le reconduire à son poste et s'est fait condamner à deux ans de prison ferme pour blasphème contre l'islam. En mai 2018, une série d'attentats islamistes sont commis contre trois églises à Surabaya.
Cette radicalisation se manifeste notamment dans les codes vestimentaires imposés aux femmes et aux filles. Depuis 2001, les autorités locales ont émis plus de 60 ordonnances locales et provinciales destinées à faire observer ce qu'elles définissent comme des règles « d’habillement islamique pour les filles et les femmes musulmanes. » La plupart des quelque 300 000 écoles publiques que compte l’Indonésie, réparties tout particulièrement dans les 24 provinces à majorité musulmanes, exigent que les filles musulmanes portent le hidjab dès l’école primaire. En 2014, le ministère de l’Éducation et de la Culture émet une directive relative à un uniforme national pour les écoles publiques, dans laquelle un dessin décrit « l’habillement musulman » composé d'une jupe longue, d'un chemisier à manches longues et d'un hidjab, suggérant qu'il s’agissait de la seule option possible pour les filles musulmanes. Même quand les responsables scolaires ont reconnu que la règlementation nationale n’impose pas légalement le hidjab, la seule existence de cette règlementation a permis aux écoles de faire pression sur les filles pour qu’elles le portent.
Néanmoins, après qu’une plainte déposée par le père d’une élève d’une école secondaire de Padang, dans la province du Sumatra occidental, a été largement commentée sur les réseaux sociaux, le ministre de l’Éducation et de la Culture, Nadiem Makarim, le ministre de l’Intérieur, Tito Karnavian, et le ministre des Affaires religieuses, Yaqut Cholil Qoumas, ont signé le 3 février 2021 un décret qui autorise toute élève ou enseignante à choisir comment s’habiller pour aller à l’école, avec ou sans « attributs religieux. »
Les groupes de défense des droits dénoncent régulièrement un usage détourné de la loi concernant le blasphème pour viser des minorités religieuses. 

### Sumatraet lemonde malais
En 1282, le roi de Samudra, situé dans l'actuel Aceh, envoie en Chine deux émissaires portant des noms arabes. Dans son voyage de retour de la cour de Kubilai Khan à Venise en 1292, Marco Polo fait escale à Perlak, voisin de Samudra, et note que le souverain de ce port est musulman, ce qui n'est pas le cas de Basma et Samara. On a essayé d'identifier, sans certitude, Samara à Samudra et Basma à Pasai, une autre principauté voisine.
Le voyageur nord-africain Ibn Battûta fait escale à Samudra à l'aller et au retour de son voyage en Chine en 1345-1346. Il note que le souverain est musulman de l'école chaféite.
Deux pierres tombales musulmanes à Minye Tujuh en Aceh témoignent de la transition en train de s'opérer dans le pays. Toutes deux rédigées en malais, l'une est écrite dans un alphabet d'origine indienne qualifié de « proto-sumatranais », l'autre en arabe. Elles signalent le décès d'une fille du sultan Malik al Zahir. Les deux inscriptions portent une date en ère Saka et en ère de l'Hégire, mais diffèrent d'une dizaine d'années, l'une mentionnant l'équivalent de 1380 apr. J.-C. et l'autre, 1389.
On peut identifier les jalons historiques suivants :
- 1290 : le souverain de Pasai devient musulman.
- 1303 : la "pierre de Terengganu" (Batu Bersurat terengganu) sur la côte est de la péninsule Malaise porte un fragment de texte juridique rédigé en malais mais en écriture arabe.
- vers 1410 : le souverain de Malacca se convertit à l'islam.
- vers 1500 : celui de Brunei se convertit.
- vers 1520 : celui de Patani se convertit.

Tomé Pires, un apothicaire de Lisbonne qui séjourne à Malacca de 1512 à 1515, note que tous les rois de Sumatra sont musulmans mais que ce n'est pas le cas de leurs sujets.
La route de la soie maritime, contrôlée par des marchands musulmans, passe par l'archipel indonésien. Les princes des cités portuaires trouvent avantage à se convertir à l'islam, ce qui leur permet d'entrer dans ce réseau marchand.

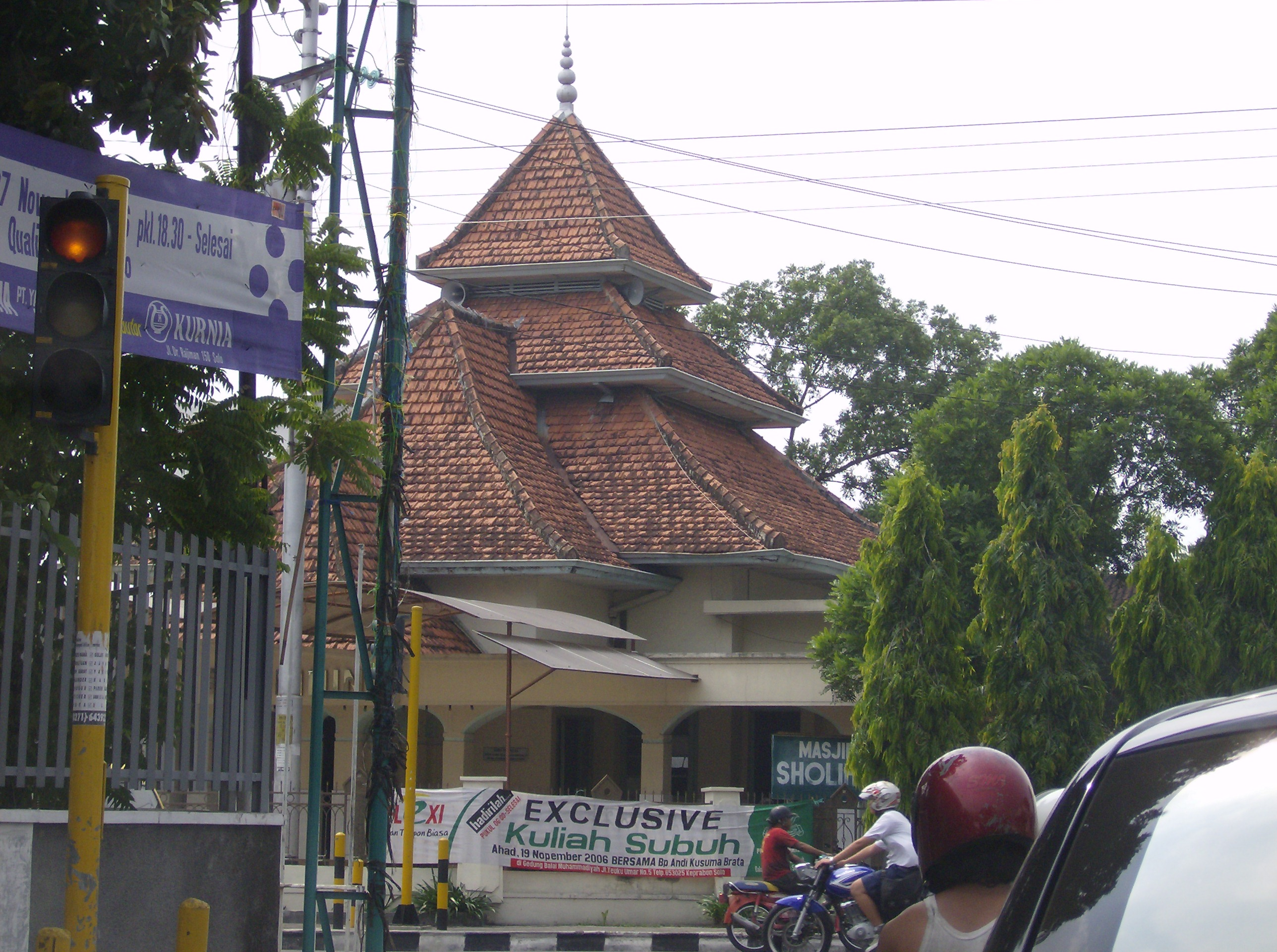
Une mosquée javanaise à Surakarta

### Java

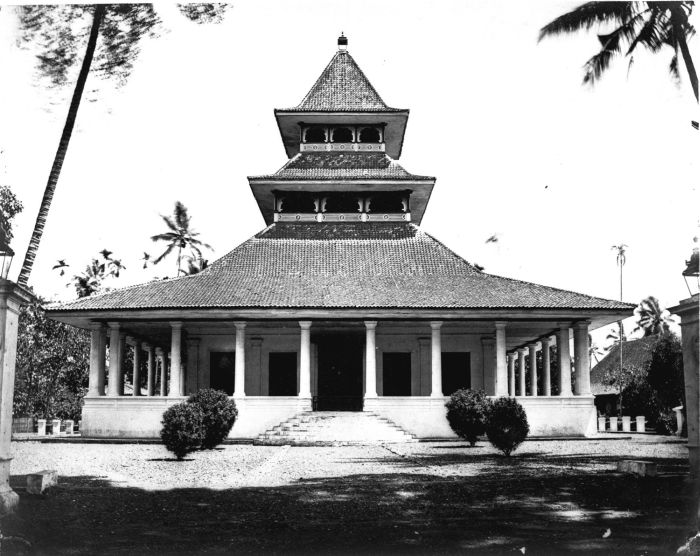
Une mosquée javanaise vers 1900

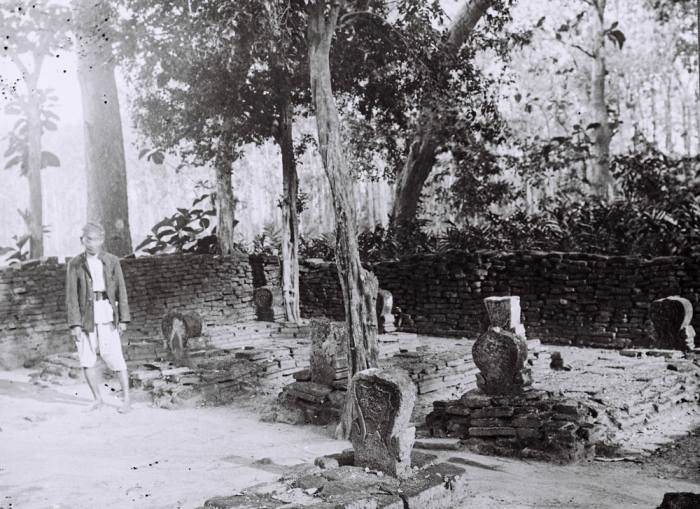
Tombes musulmanes de membres de la famille royale de Majapahit à Troloyo (Java oriental)

A Java, la tradition attribue la propagation de l'islam à « neuf saints », les Wali Sanga : les sunan (souverains) Gunung Jati (dont on situe deux tombes, l'une à Cirebon et l'autre à Banten), Kalijaga (dont la tombe est à Demak), Kudus (dans la ville du même nom), Muria (dans la région du même nom), Bayat (dont la tombe est près de Surakarta), Bonang (Tuban), Giri (Gresik), Ngampel (Surabaya), Walilanang (près de Madiun).
On peut identifier les jalons suivants :
- vers 1410 : un Chinois musulman fonde Gresik.
- vers 1480 : un Chinois musulman du nom de Cek Ko Po devient le premier sultan de Demak[10].
- 1526-1527 : des souverains musulmans sont installés à Cirebon et Banten.

Dans un mausolée à Leran près de Surabaya dans l'est de Java, il y a une stèle musulmane datée de l'an 475 de l'Hégire (1082 apr. J.-C.).

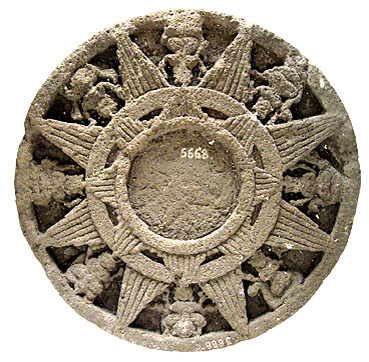
Le « soleil de Majapahit », emblème figurant sur de nombreuses constructions du royaume

On estime toutefois que l'islamisation de Java débute à l'époque du royaume hindou-bouddhique de Majapahit dans l'est de Java. On trouve en effet, sur le site de l'ancienne capitale à Trowulan, des tombes musulmanes. La plus ancienne est datée de 1290 de l'ère Saka (1368 apr. J.-C.). La plus récente est datée de Saka 1397 (1475 apr. J.-C.). La période couverte par ces tombes va donc du règne de Hayam Wuruk (1350-1389) à celui de Singhawikramawardhana (1466-1478). Elles portent des inscriptions en arabe et un médaillon représentant le « soleil de Majapahit ». On pense donc qu'elles sont les sépultures de membres de la famille royale. Pourtant, le Nagarakertagama, poème épique écrit en 1365 sous le règne de Hayam Wuruk, dit du roi qu'"il est Shiva et Bouddha" et cite les clergés bouddhique et shivaite, mais ne mentionne pas l'existence de musulmans à Majapahit. On peut se demander si ce n'est pas parce que l'auteur, le poète de cour Prapanca, considère que des musulmans ne sauraient être considérés comme faisant partie de la société de Majapahit.
Il ne semble pas y avoir de conversion de masse avant le début du XVIe siècle. Ma Huan, l'interprète qui accompagne l'amiral chinois musulman Zheng He dans ses escales à Java en 1413-1415, puis en 1432, note que les habitants des ports de Java sont de trois sortes : les Hui-hui (musulmans des contrées occidentales), les Tang (Chinois, dont une partie est musulmane) et des indigènes dont il fait une horrible description.
À la fin du XVe siècle, un Chinois musulman nommé Cek Ko Po devient le premier sultan de la cité de Demak sur la côte nord de Java, qu'on appelle le Pasisir. Son successeur Trenggana entreprend l'expansion du royaume vers l'est et l'ouest du Pasisir. À l'est, Demak conquiert en 1527 Tuban, le grand port de Majapahit, et Kediri, ancienne vassale de Majapahit qui semble avoir pris le contrôle du territoire. La tradition javanaise voit dans Demak le successeur de Majapahit. À l'ouest, Demak prend Cirebon, déjà musulmane, sous sa protection et conquiert en 1526 Banten, un port du royaume hindouiste sundanais de Pajajaran. L'expansion de Demak favorise l'essor de l'islam sur le Pasisir.

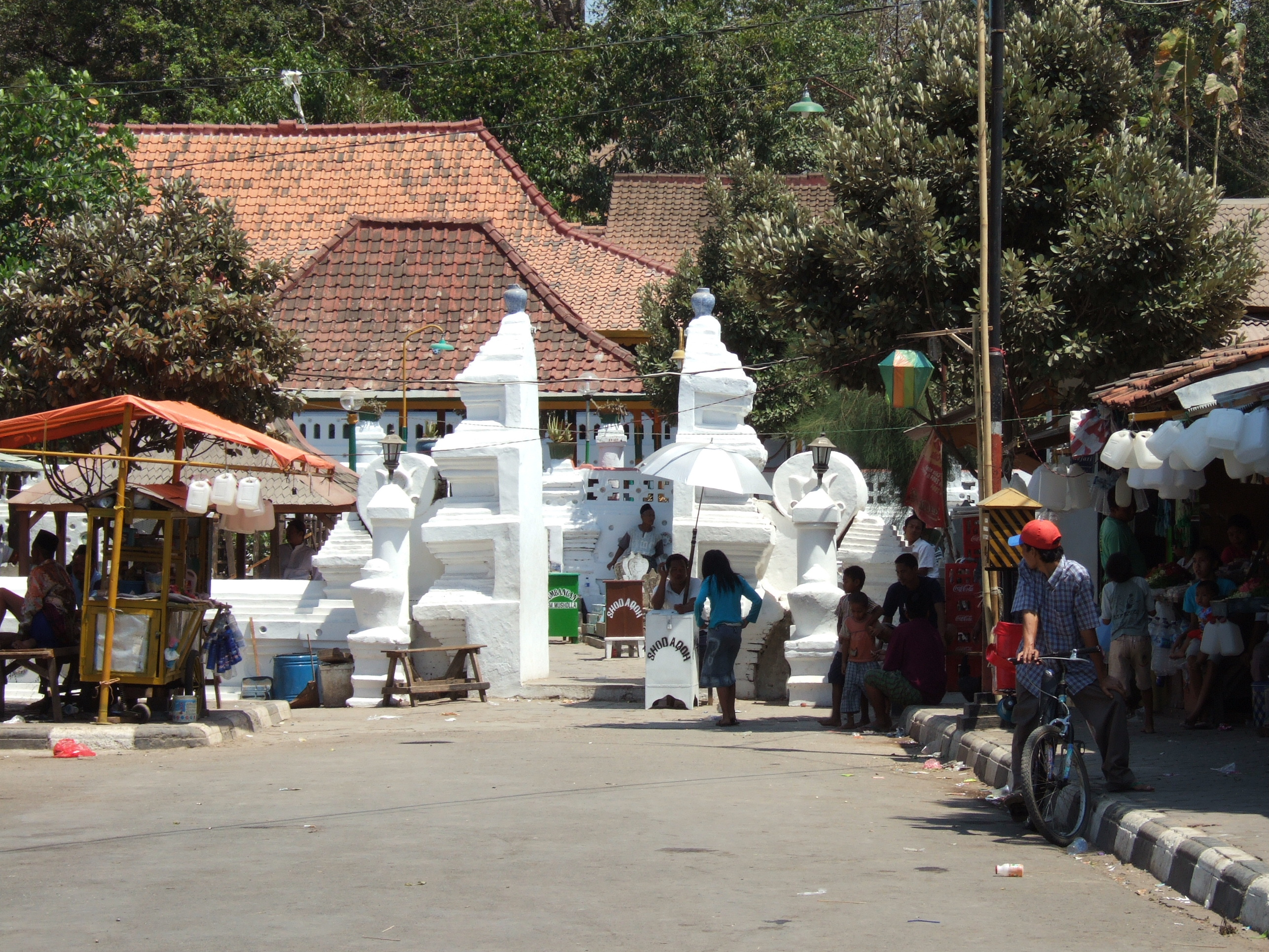
Le mausolée de Sunan Gunung Jati, un des neuf Wali Sanga

### Est de l'archipel
On identifie les étapes suivantes :
- Vers 1460 : l'influence de Gresik amène à la conversion du roi de Ternate dans les Moluques. Le souverain de Sulu dans le sud des Philippines, qui règne sur un archipel situé sur la route commerciale qui mèné directement des Moluques à la Chine, se convertit à la même époque.
- Vers 1580 : le souverain de Buton, au sud-est de l'île de Célèbes, se convertit.
- 1605 : le roi de Gowa dans le sud de Sulawesi se convertit.